# 韦兰卡尼
韦兰卡尼（Velankanni），是印度泰米尔纳德邦Nagapattinam县的一个城镇。总人口10144（2001年）。

## 人口
该地2001年总人口10144人，其中男性4822人，女性5322人；0—6岁人口1211人，其中男592人，女619人；识字率69.10%，其中男性为75.18%，女性为63.60%。